# Supercell
Supercell este o companie finlandeză, cu sediul în Helsinki, care produce și distribuie jocuri video. Printre jocurile realizate se numără Clash of Clans, Hay Day, Boom Beach, Clash Royale ,mo.co, Squad  Busters și Brawl Stars. 
În urma creșterii sale rapide, Supercell a deschis birouri suplimentare în Tokyo, Shanghai, San Francisco și Seoul. În 2016, compania a fost răscumpărată de conglomeratul chinez Tencent, care deținea o participație de 81,4% în companie, evaluată la 8,4 miliarde de euro.

## Companie

### Model de afaceri
Supercell se concentrează pe dezvoltarea de jocuri gratuite care generează profituri prin microtranzacții în joc. Obiectivul companiei este să se concentreze pe jocurile de succes populare de ani de zile. Accentul nu a fost pus pe venituri, ci pe principiul „doar proiectează ceva grozav, ceva ce le place utilizatorilor.” Dezvoltarea jocului se concentrează în jurul „celulelor” de cinci până la șapte persoane, care încep cu generarea de idei și o revizuire inițială de către CEO-ul Ilkka Paananen. Echipa dezvoltă ulterior ideea într-un joc, pe care restul angajaților companiei îl testează, urmat de testarea jocului în magazinul de aplicații App Store din Canada; dacă recepția din Canada este bună, următorul pas este lansarea globală. Eșecurile reușite sunt sărbătorite de angajați. Unul dintre jocurile care au fost anulate în curs de dezvoltare a fost Battle Buddies, care a fost, de asemenea, bine cotat pe piața de testare, dar numărul de jucători a fost însă prea mic. Decizia finală pentru anularea unui proiect este luată chiar de către echipa de dezvoltare.

#### Caritate
Angajații Supercell au donat 3,4 milioane de euro pentru proiectul finlandez New Hospital. Supercell a oferit, de asemenea, organizației de caritate americane Watsi.
Fondatorii Supercell, Mikko Kodisoja și Ilkka Paananen, au creat fundația caritabilă ME. În noiembrie 2015, Fundația ME a donat 2,5 milioane de euro departamentului de tineret din Helsinki pentru sprijinul tinerilor imigranți. Supercell a organizat, de asemenea, o acțiune de strângere de fonduri care a colectat computere și tablete vechi de la companii de jocuri pentru a dona familiilor sărace cu copii prin Fundația finlandeză Tukikummit, o organizație non-profit înregistrată. Supercell a fost, de asemenea, cel mai mare investitor individual în campania de crowdfunding pentru Muzeul Finlandez de Jocuri în 2015.  Supercell a contribuit la conservarea unui milion de copaci în ecosistemul lacului Kariba. Jucătorii Clash of Clans ar putea cumpăra pietre roșii speciale în joc pentru a sprijini cercetarea SIDA.

## Istorie

### Context și fondare
Înainte de Supercell, doi dintre fondatorii săi, Mikko Kodisoja și Ilkka Paananen, lucrau la Sumea, o companie de jocuri mobile. Kodisoja a cofondat Sumea în 1999, iar Paananen a fost angajat ca CEO al companiei în 2000. În 2003, Sumea a obținut un profit de 1,2 milioane de euro. În anul următor, American Digital Chocolate a cumpărat Sumea și a făcut compania sediul finlandez și Paananen managerul european. Kodisoja, directorul creativ al firmei, a părăsit compania în 2010, urmat la scurt timp de Paananen. 
Paananen s-a mutat la compania de capital de risc Lifeline Ventures, dar a dorit să creeze o companie de jocuri în care directorii să nu deranjeze munca dezvoltatorilor de jocuri. Împreună, Paananen, Kodisoja, Petri Styrman, Lassi Leppinen, Visa Forstén și Niko Derome care se cunoscuseră prin conexiuni de lucru, au fondat Supercell în 2010. Compania și-a început afacerea în districtul Niittykumpu din Espoo. 
Kodisoja și Paananen au investit 250.000 de euro în companie. Tekes, agenția de finanțare finlandeză pentru inovarea tehnologică, le-a împrumutat încă 400.000 de euro, iar Lifeline Ventures a investit și în Supercell. În octombrie următoare, Supercell a strâns 750.000 de euro prin finanțare inițială, inclusiv de la London Venture Partners și Initial Capital. Primul joc pe care Supercell a început să-l dezvolte a fost jocul masiv online multiplayer Gunshine care putea fi jucat pe Facebook cu un browser sau pe platforme mobile. Prototipul jocului a fost gata în opt luni.  După finalizarea Gunshine, Accel Partners a investit, de asemenea, 8 milioane de euro în companie în mai 2011, iar acționarul Kevin Comolli a devenit membru al consiliului de administrație al Supercell. Accel a mai investit în Rovio, printre altele.

#### Schimbarea Strategiei
În noiembrie 2011, Supercell a abandonat Gunshine din trei motive: nu i-a interesat pe jucători suficient de mult, a fost prea dificil de jucat, iar versiunea mobilă nu a funcționat la fel de bine ca și versiunea browserului. În cel mai bun caz, jocul avea aproximativ jumătate de milion de jucători. Supercell a considerat că liderul de piață al Zynga în jocurile de pe platforma Facebook este insurmontabil și a decis să se concentreze pe jocurile iPad, anulând un joc pe Facebook pe care îl dezvoltă. Pentru a ușura preocupările investitorilor Supercell din cauza schimbării direcției, Paananen a sporit detaliile rapoartelor de progres. 
Compania a dezvoltat simultan cinci jocuri și primul care a fost lansat pentru testare publică a fost Pets vs Orcs. Acest joc și Turnul au fost abandonate. În mai 2012, Hay Day a fost publicat și a devenit în cele din urmă primul joc lansat la nivel internațional al Supercell.  Hay Day a fost versiunea Supercell a jocului de succes Farmyville de pe Facebook al lui Zynga, un simulator de fermă ușor de jucat. Supercell a adăugat simulatorului lor agricol capacitatea de a rafina produsele, un lanț de producție și proprietățile ecranului tactil. Aspectul social al jocului a fost subliniat, de asemenea. În patru luni, jocul a devenit unul dintre cele mai profitabile jocuri din App Store-ul Apple din SUA și a fost unul dintre cele mai profitabile din lume timp de doi ani și jumătate. Jocul primește actualizări regulate și este întreținut de o echipă de 14 persoane.

##### Dezvoltarea joculuiClash of Clans
Asse Louhento începuse la Bloodhouse, iar Lassi Leppinen era programatorul șef la Sumea și Digital Chocolate. Echipa lor a petrecut luni întregi într-un joc pe tematică fantezistă pe Facebook, când Supercell a schimbat strategiile. Leppinen și Louhento au dorit să creeze un joc de strategie care să folosească un ecran tactil, astfel încât jocul să fie cât mai simplu și plăcut posibil. Dezvoltarea Clash of Clans a durat șase luni, iar jocul a fost lansat pe 2 august 2012. În trei luni, a devenit cea mai profitabilă aplicație din SUA. Potrivit App Annie, în anii 2013 și 2014, Clash of Clans a fost cel mai profitabil joc mobil din lume. Lupta omonimă între clanuri a fost adăugată jocului până în 2014. 
În vara anului 2013, Supercell a început colaborarea de marketing cu japoneza GungHo: companiile și-au comercializat reciproc jocurile în propriile lor jocuri pe propriile piețe. Drept urmare, Clash of Clans a devenit una dintre cele mai descărcate aplicații din Japonia. Președintele consiliului de administrație al lui GungHo, Taizo Son, a zburat în Finlanda pentru a-i mulțumi lui Paananen și ulterior i-a prezentat fratelui său Masayoshi Son, CEO al SoftBank Corporation. În curând, au propus o achiziție corporativă care s-a întâmplat într-adevăr la 7 octombrie 2013. SoftBank și GungHo au cumpărat 51% din acțiunile Supercell cu 1,1 miliarde de euro, ceea ce reprezintă cel mai mare preț pentru o companie privată finlandeză din istorie. În șase luni, valoarea Supercell se triplase, deoarece în primăvara anului 2013 compania vânduse 16,7% din acțiunile sale pentru 100 de milioane de euro.

###### Dezvoltarea jocurilor dupaClash of Clans
Atât Clash of Clans, cât și Hay Day au fost lansate în vara anului 2012,  iar Supercell nu a lansat un joc nou în aproape doi ani. Proiectarea celui de-al treilea joc Boom Beach a început în toamna anului 2012 și a fost lansat în 2014. Noul joc de strategie a fost lansat pe piața de testare la sfârșitul anului 2013, după care a trecut prin mari schimbări. Jocul a avut un mare succes în SUA imediat după lansarea sa în martie, dar nu a rămas foarte mult timp în topul topurilor de descărcare. Cu toate acestea, a ajuns în top 30 dintre cele mai descărcate aplicații iPhone după ce Supercell a început o campanie de marketing scumpă în decembrie 2014. În 2015, jocul a depășit Hay Day în topuri. 
În martie 2016, Supercell a lansat al patrulea joc acceptat, Clash Royale, care folosește personaje similare din Clash of Clans. Între lansările Boom Beach și Clash Royale, Supercell a întrerupt mai multe proiecte de joc, două în faza de lansare a testului. Una dintre ele a fost Smash Land, care a fost dezvoltată de 4 până la 5 persoane timp de 10 luni. 
În decembrie 2018, Supercell a lansat Brawl Stars la nivel global, care a fost al cincilea joc acceptat și a durat 18 luni să se dezvolte de la lansarea inițială.

###### Finanțarea
Accel Partners and Index Ventures invested $12 million in the Series A of Supercell in 2011, Atomico led the Series B investment, and in October 2013 it was announced that the Japanese company GungHo Online Entertainment and its parent SoftBank had acquired 51% of the company for a reported $1.51 billion. On 1 June 2015, SoftBank acquired an additional 22.7% stake in Supercell, which brought their total stake to 73.2% of the company and made them the sole external shareholder. In 2016, Supercell reported annual revenues of around €2.11 billion. In three years, the company's revenues have grown a total of 800 percent, from 78.4 million (2012). Supercell has funded a total of £143.3 million.

###### Proprietate
În iunie 2016, Halti S.A., un consorțiu cu sediul în Luxemburg înființat în luna respectivă, a achiziționat 81,4% din Supercell pentru 8,6 miliarde de dolari. La acea vreme, SoftBank-ul japonez valorifica Supercell cu 10,2 miliarde de dolari. Halti S.A. era deținută în proporție de 50% de compania chineză de tehnologie Tencent; în octombrie 2019, Tencent și-a mărit participația la consorțiu la 51,2% prin achiziționarea de acțiuni în valoare de 40 de milioane de dolari ca parte a unei obligațiuni convertibile.

## Jocuri
| Titlu                                                           | An                  | Disponibilitate | Descriere |
| --------------------------------------------------------------- | ------------------- | --------------- | --- |
| Gunshine.net (cunoscut mai târziu sub numele de Zombies Online) | 2011                | Indisponibil    | Primul joc al lui Supercell și singurul joc non-mobil. A fost un joc de browser lansat în 2011, [30] și serverele sale au fost închise la 30 noiembrie 2012. |
| Pets vs Orcs                                                    | 2012                | Indisponibil    | Pets vs Orcs a fost primul joc mobil al companiei. A fost descărcabil pentru puțin peste o lună în 2012. |
| Battle Buddies                                                  | 2012                | Indisponibil    | Al doilea joc mobil al companiei, Battle Buddies, a fost lansat în mai multe țări în 2012, dar a fost întrerupt mai târziu în același an.Jocul a fost scos din piață din cauza monetizării slabe, în ciuda obținerii unor recenzii pozitive din partea criticilor. |
| Hay Day                                                         | 2012 2013 (Android) | Disponibil      | On 21 June 2012, Supercell released Hay Day on iOS and on 20 November 2013 on Android. |
| Clash of Clans                                                  | 2012 2013 (Android) | Disponibil      | On 2 August 2012, Supercell worldwide released Clash of Clans on iOS and on 7 October 2013 on Android. The online strategy game where players build defenses and train troops to attack other players' bases, is the top grossing app of iOS and Android of all time. Clash of Clans has also received positive reviews from global audience. It has a score of 9/10 by Pocket Gamer and 4.5/5 stars from Gamezebo. |
| Boom Beach                                                      | 2014                | Disponibil      | On 26 March 2014, Supercell released Boom Beach on iOS and Android. |
| Spooky Pop                                                      | 2014                | Indisponibil    | Lansarea soft canadiană a adăugării Supercell la gama sa mobilă, Spooky Pop, a fost lansată în decembrie 2014 și întreruptă în martie 2015. La 9 februarie 2015, aplicația a fost eliminată din App Store canadian, iar cele cu copii descărcate anterior care încercau să acceseze jocul au primit un mesaj pop-up de întrerupere. La 10 martie 2015, jocul a fost complet închis. De atunci, Supercell a fost descris ca fiind conservator la lansarea titlurilor după succesele Clash of Clans și Boom Beach, spre deosebire de multe alte companii de dezvoltare mobilă. |
| Smash Land                                                      | 2015                | Indisponibil    | Smash Land a fost lansat în mod limitat în Canada și Australia la 1 aprilie 2015. Cu toate acestea, la 1 iulie a acelui an, Supercell a anunțat pe forumul său oficial că a decis să anuleze dezvoltarea jocului.Smash Land a rămas disponibil pentru descărcare până la 1 septembrie, moment în care a fost eliminat definitiv de pe platformele de distribuție online. |
| Clash Royale                                                    | 2016                | Disponibil      | La 4 ianuarie 2016, Supercell a lansat softul Clash Royale pe iOS și, de asemenea, la 16 februarie 2016, Supercell a lansat jocul pe Android în Canada, Hong Kong, Australia, Suedia, Norvegia, Danemarca, Islanda, Finlanda și Noua Zeelandă. Pe 2 martie 2016, Supercell a lansat jocul la nivel global pentru iOS și Android. |
| Brawl Stars                                                     | 2018                | Disponibil      | On 14 June 2017, Supercell announced Brawl Stars via a video on YouTube. It received an iOS soft launch in the Canadian App Store the following day. It was released in the Finland, Sweden and Norway App Stores on 19 January 2018. The Android version was released on 26 June 2018 in Canada, Finland, Sweden, Norway, Denmark, Ireland, Singapore and Malaysia. The game was globally released on 12 December 2018, one and a half years after the beta release. |
| Rush Wars                                                       | 2019                | Indisponibil    | La 26 august 2019, o versiune beta a Rush Wars a fost lansată în Canada, Australia și Noua Zeelandă.La 5 noiembrie 2019, s-a anunțat că jocul nu va continua și se va închide pe 30 noiembrie. |
| Hay Day Pop                                                     | 2020                | Indisponibil    | Pe 16 martie, Hay Day Pop a fost lansat în versiune beta. Jocul este disponibil doar pentru anumite țări, cum ar fi Finlanda, Canada, Norvegia și altele. La 30 noiembrie 2020, Supercell a anunțat că va întrerupe Hay Day Pop. Serverele au fost închise la 1 februarie 2021. |
| Clash Quest                                                     | 2021                | Disponibil      | La 2 aprilie 2021, Supercell a anunțat 3 noi jocuri în dezvoltare, inclusiv Clash Quest. Pe 6 aprilie, Clash Quest a devenit disponibil în Finlanda, Suedia, Norvegia și Danemarca pe iOS și Android. |
| Clash Mini                                                      | 2021                | Nelansat        | La 2 aprilie 2021, Supercell a anunțat 3 noi jocuri în curs de dezvoltare, inclusiv Clash Mini. |
| Clash Heroes                                                    | 2021                | Nelansat        | La 2 aprilie 2021, Supercell a anunțat 3 noi jocuri în curs de dezvoltare, inclusiv Clash Heroes. |

## Marketing
În timpul Super Bowl XLIX din februarie 2015, Supercell a cheltuit 9 milioane de dolari pentru o durată de 60 de secunde în fața a 118,5 milioane de telespectatori. Potrivit The Guardian, reclama Clash of Clans a fost una dintre cele mai populare reclame ale celor 61 de spoturi difuzate pe NBC.  Reclama, supranumită „Răzbunare”, l-a prezentat pe Liam Neeson parodându-și personajul din seria de filme Taken, căutând răzbunare într-o cafenea pentru un jucător aleatoriu care-și distruge satul. Reclama a atins un total de 165 de milioane de vizionări pe canalul oficial YouTube al jocului până acum și a fost cea mai vizionată reclamă de pe YouTube în 2015.  În ciuda succesului reclamei, Supercell a înregistrat doar o creștere marginală a descărcărilor în urma reclamei.  În 2020, Supercell a colaborat cu un studio de producție de animație Psyop, a produs un scurtmetraj „Lost & Crowned”, a fost încărcat la 12 septembrie 2020 și s-a calificat pentru recunoașterea premiilor Oscar în decembrie.

## Multumiri
În 2012, Supercell a fost premiat ca cea mai bună companie nord-americană de start-up  și ales ca dezvoltator finlandez de jocuri al anului. În anul următor, Supercell a câștigat concursul finlandez Teknologiakasvattaja 2013 (Tehnolog Educator 2013),  și compania a fost aleasă ca antreprenor de software al anului. În 2014, agenția de cercetare și consultanță T-Media a ales Supercell drept cea mai reputată companie din Finlanda în raportul lor Luottamus & Maine (Trust & Reputation).

## Legături externe
- Site web oficial